# Aztekischer Kahlkopf
Der Aztekische Kahlkopf (Psilocybe aztecorum) ist eine Pilzart der Gattung Psilocybe, aus der Familie der Träuschlingsverwandten (Strophariaceae). Innerhalb der Art kommen mindestens zwei Varietäten, Psilocybe aztecorum var. aztecorum und Psilocybe aztecorum var bonetii, vor.

## Merkmale

### Makroskopische Merkmale

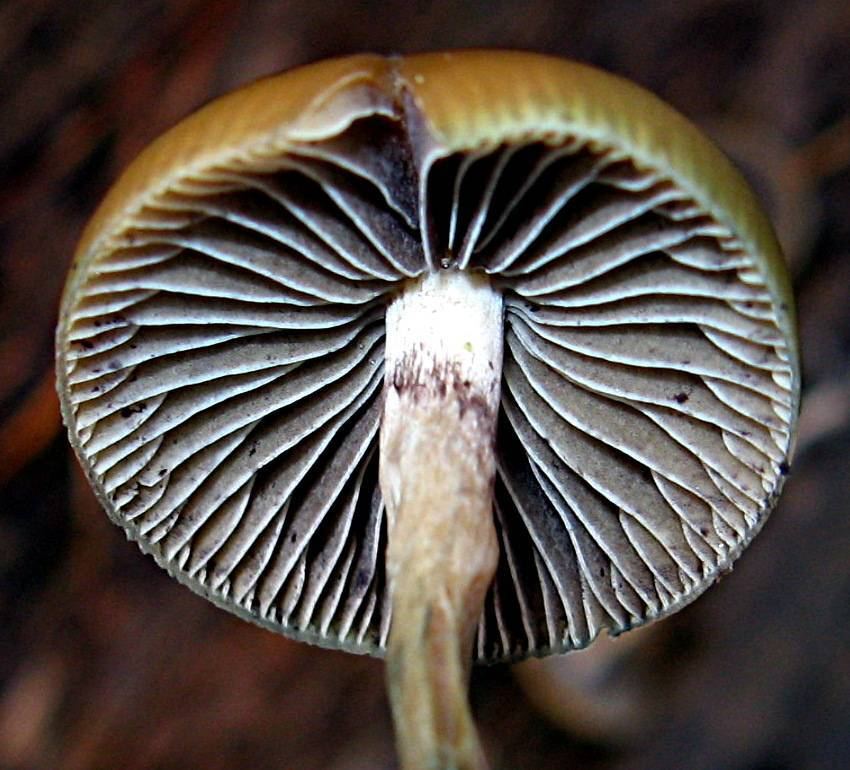
Hutunterseite mit den Lamellen

Der Pilz bildet kleine, feuchte Fruchtkörper. Der Hut ist jung goldgelb oder karamellbraun, im Alter verblasst die Farbe zu einem bräunlichen Grau oder gar Mattweiß. Er ist hygrophan und wellt sich teilweise. Dadurch sind starke Variationen der Tönung möglich. Diese reicht, je nach Flüssigkeitszufuhr, von dunklem Kastanienbraun bis ins Strohgelbe oder Weißliche, bei Trockenheit. Die Form ist glockig oder halbkugelig gewölbt, mit der Zeit findet eine schirmförmige Abflachung statt, das Erscheinungsbild ist dann stumpf-gebuckelt. Die Oberfläche ist klebrig-schleimig und weist eine gewisse Transparenz auf. Die Lamellen scheinen bei Feuchtigkeit, entlang des Hutrandes, streifenförmig durch. Sie liegen eng beieinander und sind hochlaufend angewachsen. Ihre Farbe ist nahe der Hut-Innenseite dunkel-violett, weiter außen blass-braun oder grau, mit weißlichen Rändern. Es können bis zu drei Lamelletten untermischt sein. Der hohle Stiel ist 0,2 bis 0,5 cm dick und 3,0 bis 7,5 cm lang. Er ist entweder gerade oder deutlich gewunden. Seine Farbe liegt im Weißlich-Grauen bis Cremefarbenen, teils ist er blau gefleckt. Die Textur ist glatt, faserig und seidig behaart, manchmal weiß-geschuppt. Das im Jungstadium vorhandene Velum partiale vergeht schnell, hinterlässt am oberen Teil des Stiels jedoch einen vergänglichen Ringrest. Nach oben hin setzt eine geringe Verdickung ein. An der leicht knolligen Stielbasis befinden sich weiße Rhizomorphe. Anders als bei anderen (blauenden) Kahlköpfen, färbt sich der Stiel bei Druck oder Verletzung eher grünlich-blau. Das Fleisch ist weiß, gelblich oder gelb-rötlich. Im Hut überwiegt farblich ein gelbhaltiges Rostrot, im Stiel ein Matt-Creme. Der Geruch ist mild. Geschmacklich ist der Pilz etwas mehlig und bitter.

### Mikroskopische Merkmale
Die dickwandigen Sporen messen (10.4)12 bis 14.0(17) × (6)6.6 bis 7.7(8.8) μm, die Wandstärke beträgt etwa 1 bis 1,5 μm, jene der Varietät bonetii sind mit (9)10 bis 13.0(14) × 6.0 bis 7.5(8.0) μm etwas kleiner. Sie besitzen jeweils eine breite Keimpore. Die Form ist länglich-elliptisch, in der Regel an beiden Enden spitz-zulaufend. Es kommen hin und wieder Sporen vor, die besonders lang sind. Der Sporenabdruck ist braun-violett oder schwärzlich-violett. Die 24 bis 33 × 6,6 bis 8,8 μm großen Basidien können 1- bis 4-sporig sein, am häufigsten sind 4-sporige.
Sie sind hyalin, z. T. mit gelblichem Ton und in der Form grob zylindrisch. Einige sind mittig leicht verengt.
Die reichlich vorhandenen Cheilozystiden bilden ein steriles Band am Rande der Lamellen, ihre Abmessungen ergeben 20 bis 45 × 5 bis 8,2 μm. Ihr fadenförmiger Hals ist ca. 6 bis 11 × 1,6 bis 2,5 μm groß. Die Pleurozystiden sind teilweise gegabelt-verzweigt.
Das Subhymenium besteht aus kugelförmigen Zellen, welche mit den Hyphen verwoben sind. Die sich ergebende Schicht ist hyalin bis gelb- oder bräunlich.

Mikroskopie
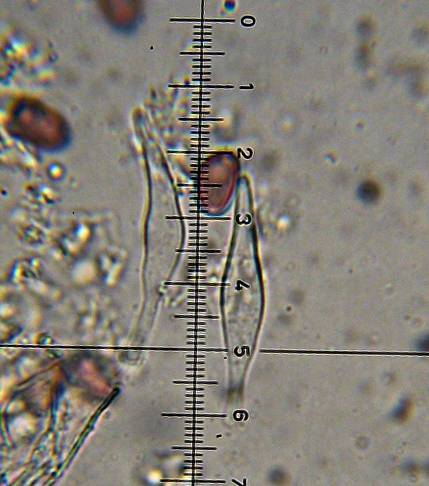
Cheilozystiden und Sporen
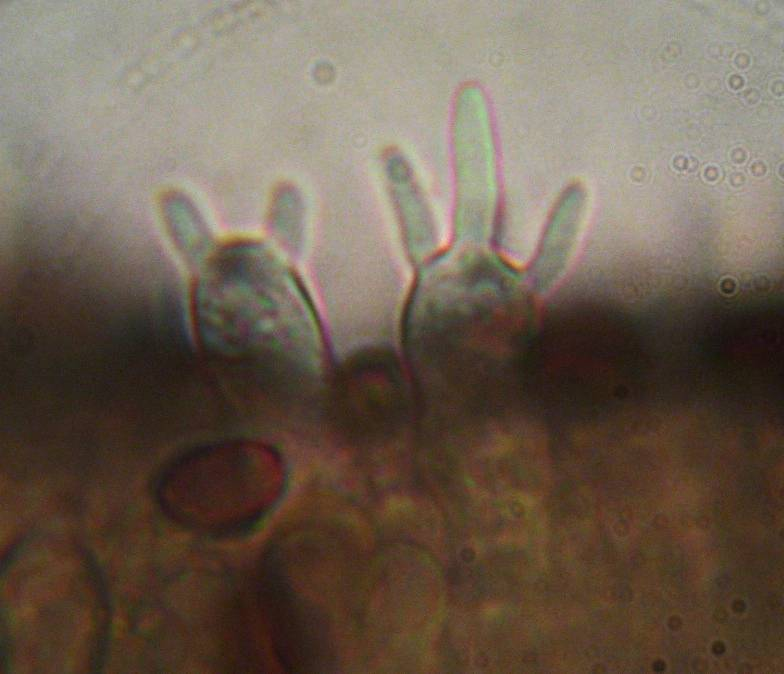
Pleurozystiden
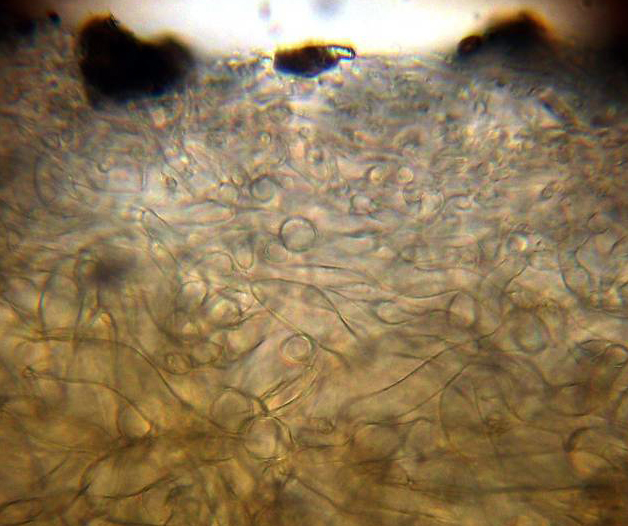
Cuticula des Hutes

## Taxonomie und Nomenklatur
Die Art wurde erstmals im Jahr 1956 durch den französischen Mykologen Roger Heim erwähnt, nachdem ihm der Ethnomykologe R. Gordon Wasson eine Wildsammlung der Art aus Paso de Cortés zukommen ließ. Da für die Analyse nur getrocknete Exemplare vorlagen, beschränkte sich Heim auf die Untersuchung der Sporen, er nannte diese im Vergleich zum Mexikanischen Kahlkopf (Psilocybe mexicana) „länger und dünner“. Erst ein Jahr später erfolgte durch ihn die Umbenennung (zuvor Psilocybe mexicana var. longispora) und offizielle Beschreibung der Art.
Im Jahr 1978 wurden durch Gaston Guzmán und mitwirkende mexikanische Mykologen weitere Emendationen vorgenommen. So ergaben sich klare Unterscheidungen in der Farbe des Hutes, seiner starken Hygrophanität, den Rhizoiden an der Basis der Stammzellen und der Größe der Sporen. Außerdem wurde festgestellt, dass die Art im Gegensatz zu Psilocybe mexicana lignicol lebt.
In der gleichen Publikation erschien auch die Beschreibung der Variante Psilocybe aztecorum var. bonetii, die deutlich kleinere Sporen besitzt. Ursprünglich hatte Guzmán diese um 1970 als eine eigenständige Spezies, Psilocybe bonetii, beschrieben.
Das Artepitheton aztecorum bezieht sich auf die zentralmexikanischen Populationen und impliziert die Vorkommen im ehemals aztekischen Raum. Die Namensgebung resultierte aus dem nachweislich zeremoniellen Gebrauch, der bereits lange vor dem Eintreffen der ersten spanischen Konquistadoren praktiziert wurde. Die Varietät bonetii ist nach Federico Bonet, der zu Lebzeiten an der mexikanischen Escuela Nacional de Ciencias Biológicas wirkte, benannt.

## Artabgrenzung
Verwechslungsmöglichkeit besteht vor allem durch den indischen „Doppelgänger“ Psilocybe pseudoaztecorum (nach Guzmán), welcher nur durch Ungleichheiten der Pleuro- und Cheilozystiden identifizierbar ist, so etwa dem Fehlen eines filamentösen Zystidenhalses.
Als habituell ähnliche Gattungen sind die Schwefelköpfe (Hypholoma), Helmlinge (Mycena) und Häublinge (Galerina) zu nennen.
Der gattungsverwandte Psilocybe pelliculosa ist zwar ausschließlich im Pazifischen Nordwesten der USA und Kanada beheimatet, die frischen Fruchtkörper können jedoch aufgrund oberflächlicher Übereinstimmungen verwechselt werden. Ihr Hut ist mehr kegelig-glockenförmig als kugelig-halbkugelig, die Huthaut lässt sich leicht abziehen. Eine andere sehr ähnlich aussehende Art, Psilocybe baeocystis, ist im Nordwesten von Nordamerika, von British Columbia bis Washington und Oregon heimisch, sie hat dünnere Cheilozystiden (exemplarisch 20–32 × 4,4–6 Mikrometer) als Psilocybe aztecorum und die selteneren Pleurozystiden kommen nur in der Nähe des Lamellenrandes vor. Die Art Psilocybe quebecensis ist nur aus der Region Québec bekannt und somit nach derzeitigem Kenntnisstand in Kanada endemisch. Obwohl die Stammesgeschichte der amerikanischen Arten nicht geklärt ist, nimmt Guzmán an, dass Psilocybe aztecorum der Vorfahre von Psilocybe baeocystis im Nordwesten von Nordamerika und von Psilocybe quebecensis im Nordosten Nordamerikas sein könnte.
Die Tatsache, dass der Aztekische Kahlkopf bis jetzt nur aus wenigen zentralmexikanischen Staaten bekannt ist, schließt Verwechslungen mit anderen Psilocybe-Arten größtenteils aus. Anderes gilt für die in ganz Mexiko verbreiteten, engen Verwandten Psilocybe mexicana und Psilocybe caerulescens, welche sich hin und wieder Standorte teilen und unter ähnlichen Wachstumsbedingungen vorkommen.
Ferner kann der in Europa beheimatete Spitzkegelige Kahlkopf (Psilocybe semilanceata) bei oberflächlicher Betrachtung der Art Psilocybe aztecorum ähnlich sehen, da sich die Hüte der beiden Pilze im Jungstadium farblich kaum unterscheiden und der des Psilocybe aztecorum in der Form ebenso kegelig ist.
Der südafrikanische Psilocybe natalensis teilt die Eigenschaft, beim Trocknen auszubleichen, obwohl er auch frisch eine fast reinweiße Hutoberfläche hat. Die Art ähnelt zudem habituell eher Psilocybe cubensis.
Erst durch vergleichende mikroskopische Betrachtung sind deutlichere Unterschiede vieler Kahlköpfe untereinander festzustellen.

## Volkstümliche Namen
Die Synonyme der Art decken sich in der Bedeutung mit denen des Mexikanischen Kahlkopfs.
Aztekisch (Nahuatl):
Apipiltzín, Nahua apipiltzin, teu-nanacatl, tejuinti, teyhuinti nanacatl, Xochinanacatl (»Blumen-Fleisch«)
Spanisch:
dormilon »Langschläfer«; niños, »Jungs«, niño de las aguas (»Kind der Wasser«)

## Ökologie

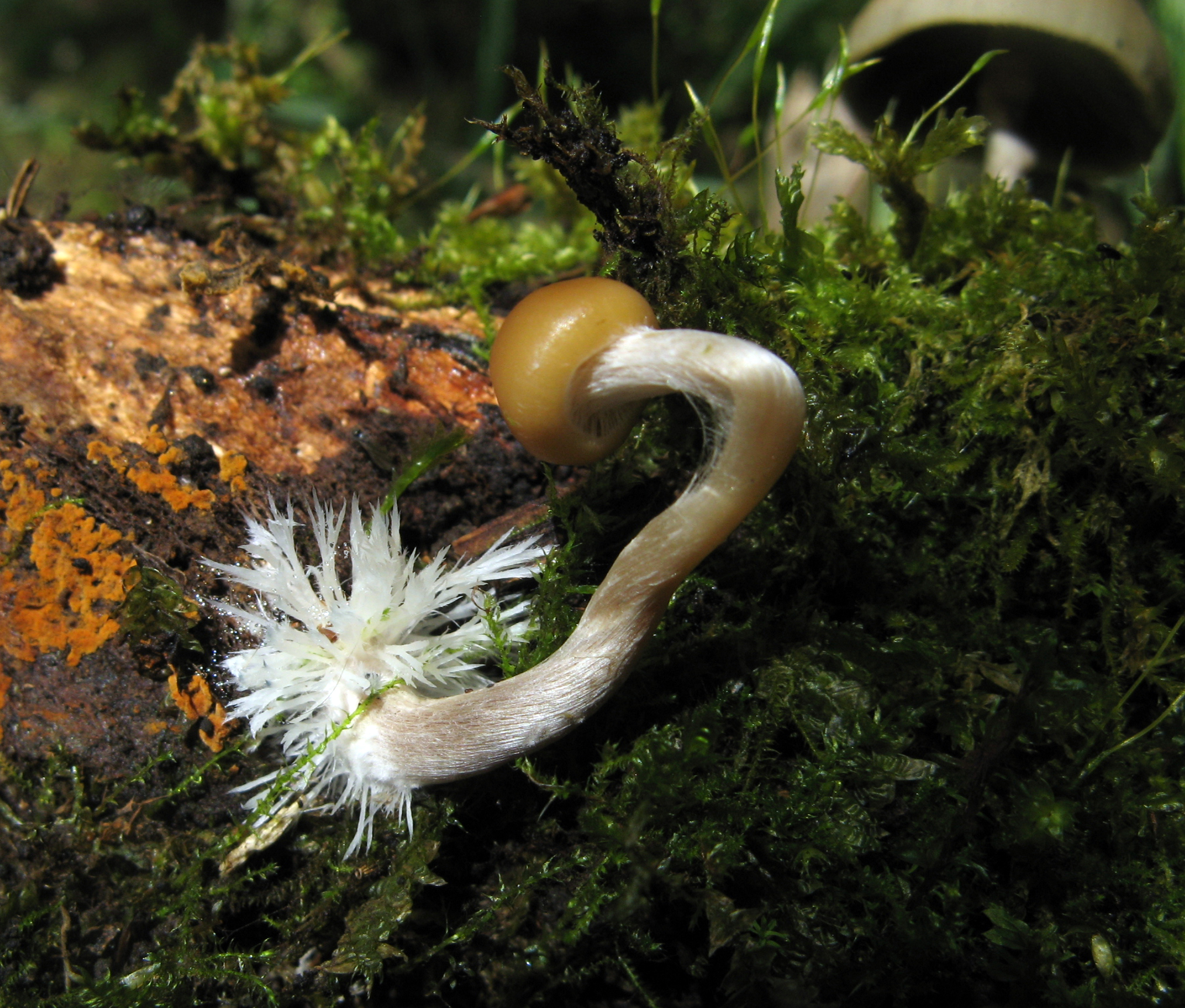
Junger Fruchtkörper mit weißen Rhizomorphen

Psilocybe aztecorum lebt als saprobiont von abgestorbenem Pflanzenmaterial, etwa
morschem, verrottendem Holz, Laub und seltener Pinienzapfen. Die Art ernährt sich von Koniferen jedoch auch parasitär (lignicol) und bewächst vereinzelt deren lebende Äste. Geeignete Habitate bieten Wiesen oder lichte (offene), grasige Wälder, wo Psilocybe aztecorum in Symbiose mit Gräsern wie Festuca tolucensis und Muhlenbergia quadridentata, sowie einer Frauenmantel-Art, Alchemilla procumbens, vorkommt. Ansammlungen der Pilze, etwa 5 bis 20 Fruchtkörper umfassend, treten häufig in alpinen Kiefernwäldern (vgl. Pinus hartwegii) auf. Das Wachstum ist zum Teil büschelig. Beide Varietäten scheinen in Mexiko endemisch zu sein. Geeignete Wachstumsbedingungen werden nur in Bergregionen, bei Höhen von 3.200 bis 4.000 m erreicht.
Die Varietät bonetii unterscheidet sich in ihrem Habitat nur darin, dass sie Humus als Substrat bevorzugt und bisher nur in Nadelwäldern der Montezuma-Kiefer (Pinus montezumae) und der Heiligen Tanne (Abies religiosa) gefunden wurde. Es sind ausschließlich zentralmexikanische Vorkommen bekannt.
Die Wachstumszeit erstreckt sich von August bis Oktober.
Von Vorkommen wird zum Beispiel in der Umgebung von Paso de Cortes und den zentralmexikanischen Bundesstaaten Puebla und Tlaxcala berichtet. Weitere Populationen sind aus anderen, sehr hohen Bergen in Zentral-Mexiko, so z. B. Sierra Nevada, La Malinche, Nevado de Toluca, Popocatépetl, dem Paso de Cortés und dem Nationalpark Desierto de los Leones bekannt. Die Varietät bonetii wächst an den Hängen des Iztacihuatl bis über die Baumgrenze, in Höhen von etwa 3000 bis 3500 Metern.
Es wird vermutet, dass bisher unentdeckte Populationen in den Bergregionen der Bundesstaaten Nuevo Leon, Veracruz, Colima und Chiapas vorkommen könnten. Die Ökologie ähnelt dort jener der bereits entdeckten Habitate.

## Wirkstoffe
Psilocybe aztecorum enthält primär die Indolalkaloide Psilocybin und Psilocin. Im getrockneten Pilz wurde 0,2 % Psilocybin und Spuren von Psilocin nachgewiesen, dessen Konzentration in frischen Proben gewöhnlich höher ist. Der recht instabile Stoff zersetzt sich jedoch zu großen Teilen im Trocknungsvorgang. Das Psilocybin wird im Körper schnell zu Psilocin metabolisiert, der eigentlich psychoaktiven Verbindung. In der Varietät bonetii weist nichts auf das Vorhandensein des Hydrolyse-Produkts Psilocin hin.
Die Entdeckung des psychedelisch wirksamen Halluzinogens Psilocybin geht auf den Schweizer Pharmakologen Albert Hofmann zurück, die Substanz wurde 1958 erstmals durch ihn, aus dem Mexikanischen Kahlkopf (Psilocybe mexicana), isoliert.

### Psychoaktive Wirkung
Das Psilocybin wird oral eingenommen, um so im Verdauungstrakt resorbiert werden zu können. Durch Verbrennung, etwa dem Rauchen, zerfällt es. Die Wirkung setzt in der Regel nach 20 bis 30 Minuten ein. Bei geringen Mengen können stimulierende oder entspannende Effekte beobachtet werden, in höheren Dosen treten Veränderungen des Seh-, Hör- und Tastsinns auf. Farben werden kontrastierter wahrgenommen, das Zeitempfinden kann variieren, gelegentlich wird von Synästhesien berichtet. Die Wirkung ähnelt der des LSDs, der Rausch hält allerdings nur 3 bis 8 Stunden an.
Ferner sind leichter Schwindel, erweiterte Pupillen, Übelkeit und Erbrechen, seltener Kopfschmerzen und Herzrasen angegeben. Letale Dosen können durch den Verzehr frischen Pilzmaterials kaum erreicht werden.

## Bedeutung

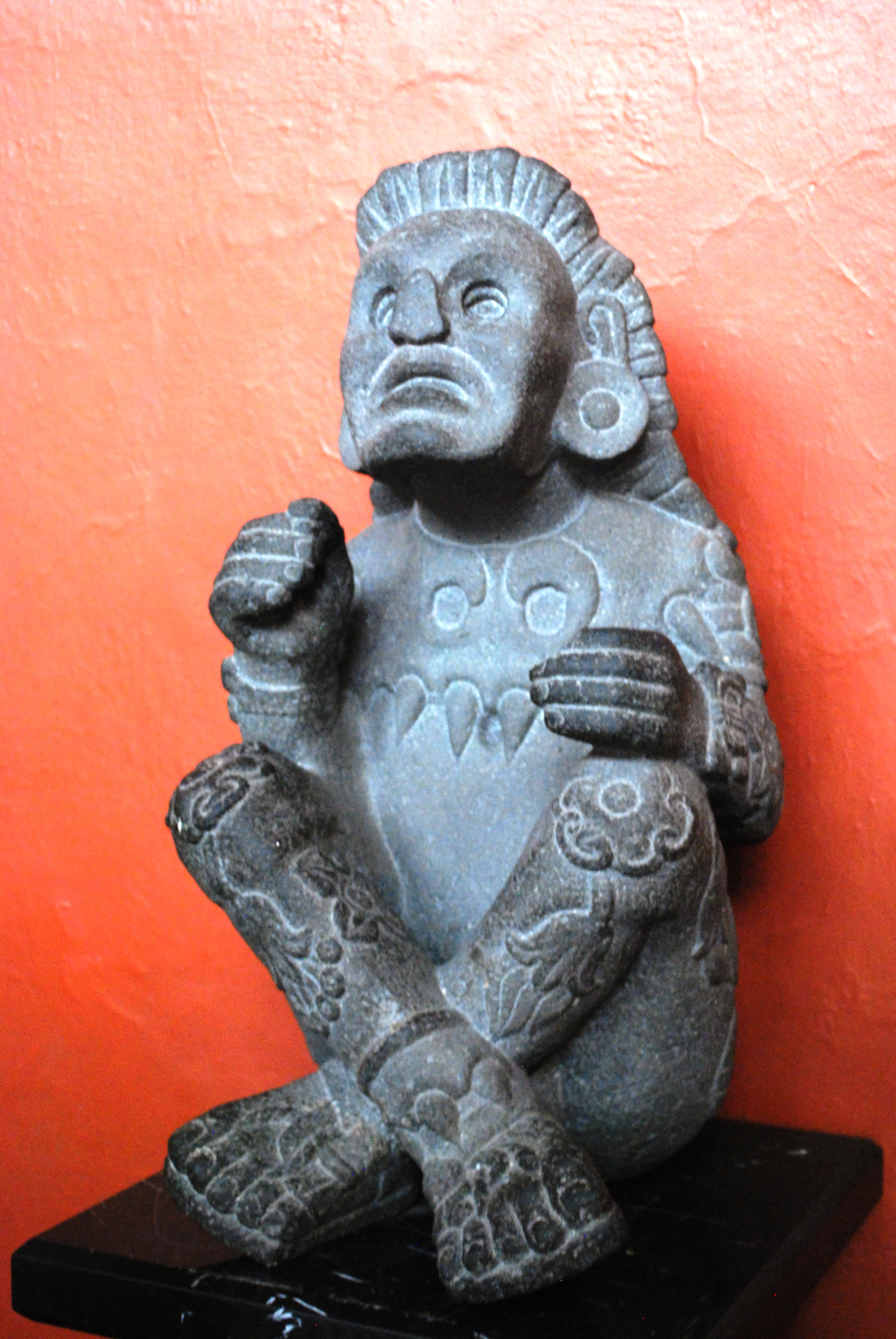
Darstellung des „Blumengottes“ Xochipilli in einem entrückten Zustand

Xochipilli ist der aztekische Gott der Blumen. Seine Aspekte stellen die Liebe und Schönheit dar. Als seine Künste galten den Ureinwohnern Gesang, Spiel und Tanz. Der aztekische Name des Pilzes, Xochinanacatl (»Blumen-Fleisch«), verdeutlicht den sakralen Bezug zur Gottheit. Die steinerne Statue (siehe Abbildung), ein Artefakt, das auf Mitte des 16. Jahrhunderts datiert ist, wurde bei Ausgrabungen am Fuße des Popocatepetl in der Nähe von Tlamanalco gefunden. Sie zeigt Xochipilli im Schneidersitz auf einer ornamentalen, tempelartigen Basis. Haltung und Ausdruck des Körpers, die gekreuzten Beine, der nach oben gerichtete Kopf, die weit geöffneten Augen und der angespannte Kiefer, deuten auf einen ekstatischen Bewusstseinszustand der Gottheit hin. Die Figur ist mit Reliefs verschiedener Blüten bedeckt. Sie zeigen einige den Ureinwohnern rituell bedeutsame Gewächse, es konnten Tabak (Nicotiana tabacum), Ololiuqui (Turbina corimbosa), Sinicuichi (Heimia salicifolia) und Cacahuaxochitl (Quararibea funebris) identifiziert werden. Erstmals durch G. Wasson wurden die stilisierten, mandalaförmigen Pilzreliefs, die an allen vier Seiten der Basis, auf Knien, rechtem Unterarm und Kopfschmuck integriert sind, als quergeschnittene Fruchtkörper von Psilocybe aztecorum gedeutet. Die konvexe Form der eingekrümmten Pilzhüte soll dieselben kurz vor der Reife zeigen.
An der kubischen Basis befinden sich viele kleinere Reliefs, die in Form eines Doppelkreises, den Hut und den charakteristischen „Hutknopf“ des Pilzes ergeben und in Draufsicht dargestellt sind.
Im 16. Jhd. wurde die wissenschaftlich noch unbenannte Art, neben Psilocybe caerulescens und Psilocybe mexicana, durch den Spanier Bernardino de Sahagún als „Teonanácatl“ (Fleisch der Götter, Heiliges Fleisch) identifiziert, was die Annahme der frühzeitlichen Nutzung als Entheogen unterstreicht. Der Missionar und Ethnologe Sahagún war zudem der erste Europäer überhaupt, der über den Gebrauch von Kahlköpfen in der aztekischen Kultur schrieb. Sein im Auftrag des Frays Francisco Toral verfasster, zwölfbändiger Codex Florentinus, einer Ausgabe der Historia General de las Cosas de la Nueva España, sollte der Kirche Informationen über die „Götzenverehrung der Menschen und Natur Neuspaniens“ liefern. Die Schriften führten nicht zuletzt zum kolonialzeitlichen Verbot des „Pilzkultes“. Dazu sendete Sahagún im Jahr 1570 eine Denkschrift über die aztekischen Riten an Papst Pius V. nach Rom, was u. a. zu weiteren inquisitorischen Maßnahmen im damaligen Neuspanien führte. Der Florentinische Kodex ist auch aus heutiger Sicht die umfangreichste Quelle in Bezug auf die Kultur der Azteken. Folgender Abschnitt des Großwerkes bezieht sich insbesondere auf den Pilz:

„[...]Sie werden Teonanacatl, »Fleisch der Götter«, genannt. Sie wachsen in den Ebenen, im Gras. Der Kopf ist klein und rund, der Stängel lang und dünn. Er ist bitter und kratzt, er brennt in der Kehle. Er macht einen töricht; er verwirrt einen, bedrängt einen. Er ist Heilmittel bei Fieber, bei Gicht[...]“

Der Pilz ist in Zentralmexiko noch heute gut bekannt und wird besonders in Oaxaca rituell gebraucht. Zur indigenen Bevölkerung zählen dort die Mixteken, Zapoteken und Mazatek-Indianer. Die Aussagen der heute populären, mazatekischen Schamanin Maria Sabina in Bezug auf die Wirksamkeit der Pilze (vgl. Psilocybe caerulescens, Psilocybe mexicana) führten erst zur Entdeckung des Psilocybins und der darauf folgenden pharmakologischen Erforschung der Kahlköpfe weltweit.
Vielen Nahuatl-sprachigen Mexikanern, in der Region des Popocatépetl, sind die Wirkungen der dort verbreiteten Arten geläufig. Die unter dem Einfluss des Pilzes praktizierten Veladas werden im Zuge der weitreichenden Modernisierung des Landes jedoch immer seltener. Die traditionellen mexikanischen Heiler (Curanderos) nutzen die bewusstseinsverändernde Wirkung der heimischen Kahlköpfe nach wie vor zu Heilzwecken. Die Pilze werden dabei oft vom Heiler alleine zur Diagnose eingenommen, oder auch dem Patienten verabreicht. Es wird damit sowohl auf psychische als auch soziale Konfliktsituationen des zu Behandelnden eingegangen, der Pilz nimmt eine „psycholytische“ Rolle ein. Die tiefenpsychologische Wirkung durch Psilocybin wurde auch in jüngerer Zeit untersucht. Angstgefühlen und Depressionen im Rahmen von  Krebserkrankungen und posttraumatischen Belastungsstörungen konnte besser vorgebeugt oder diese verhindert werden. Vergleichbare Methoden zum Kurieren von psychischen Erkrankungen sind im indigenen Rahmen auch von anderen Gewächsen bekannt (vgl. Ololiuqui).